# 长螯翘蛛
长螯翘蛛（学名：Iura longiochelicera）为跳蛛科翘蛛属的动物。在中国大陆，分布于湖南、福建、云南等地。该物种的模式产地在湖南、福建、云南。